# Тверитинов, Дмитрий Евдокимович
Дмитрий Евдокимович Тверитинов (настоящая фамилия Дерюшкин; 1667, Тверь — 1741(?)) — религиозный вольнодумец. Основал религиозный кружок, близкий к лютеранству.

## Биография
В Твери был стрельцом, чернослободцем. С 1692 года жил в Москве. Учился на лекаря в частной аптеке И. Г. Грегори в Немецкой слободе. После создания кружка вольнодумцев участвовал в прениях с преподавателями Славяно-греко-латинской академии. Отрицал церковное предание, таинства, иконы, говоря: «я-де сам церковь, во Христе все — цари и иереи». Под евхаристией подразумевал только воспоминание о жертве Спасителя. От протестантизма учение отличалось отсутствием догмата об оправдании одною верою, говоря, что человек спасётся только добрыми делами.
В 1713 году Тверитинов и многие члены его кружка были арестованы, но, по указу Петра I, покровительствовавшего лютеранам, оправданы (Фома Иванов, который в ходе следствия изрубил икону, был сожжён). В 1718 году Тверитинов был освобождён и принят в церковное общение. Митрополитом Стефаном Яворским против Тверитинова и ему подобных была написана книга «Камень веры».

## Кружок Дмитрия Тверитинова[1]
Сведения о кружке Дм. Тверитинова, а также подробности дела против Тверитинова подробно описывает Ф. А. Терновский, основываясь на архивных документах и материалах изветов и допросов. Кроме того, достаточно обширные сведения по данному вопросу приведены в «Записке» Леонтия Магницкого.
Магницкий пишет, что Тверитинов — Дмитрий Евдокимович Дерюжкин (Дерюшкин), из Твери, чернослободец, родом из стрельцов. Назвал себя Тверитиновым. Пришёл в Москву в 1692 году с одним родным и тремя двоюродными братьями, «в самой мизерности». Учился на лекаря в частной аптеке И. Г. Грегори в Немецкой слободе, где, вероятнее всего, и познакомился с реформационными идеями, которые в некотором роде перенял. В 1695—1696 участвовал в Азовских походах вместе с врачами-иноземцами. Позже совместно с единомышленниками участвовал в многочисленных диспутах и дискурсах теологическо-философской направленности.
Следствие по делу Тверитинова начато в 1712 году с доноса префекта Славяно-греко-латинских школ Иосифа на ученика Школы и сторонника Тверитинова Ивана Максимова (донесение о хуле Максимова на иконопочитание и поклонение святым мощам и о выступлении против Церкви). В конце апреля Максимов подвергается аресту и предаётся допросу сначала в Патриаршем, а затем в Преображенском приказе. Следствие вёл Преображенский приказ, дело рассматривалось Сенатом; тем не менее наибольший объём материалов по делу был разработан именно в Патриаршем приказе, что закономерно ввиду личного интереса Стефана Яворского (местоблюстителя патриаршего престола) с одной стороны и общей «паники» Церкви с другой. Соборный суд предал «еретиков» проклятию и передал дело в Сенат, где, по вмешательству лично царя Петра, в декабре 1717 года был вынесен приговор, по которому осуждённые были отосланы «на службу» под присмотр различным архиереям (мера, достаточно распространённая на Руси в отношении отпавших от православия).
Несмотря на то, что в «Записке» Леонтия Магницкого указано, что «тысячи им, кальвинам и лютерам прильстящихся», достоверно известно только несколько последователей Дмитрия Тверитинова. Все они являются также выходцами из посада. Среди них был фискал Михайло Андреев Косой, в прошлом каменщик и участник Стрелецкого бунта (за что был сослан в своё время в Сибирь). Несмотря на свой нонконформизм, Косой сделал блестящую карьеру фискала; более того, он продолжал занимать достаточно высокое и уважаемое положение и после обвинения в ереси.
Другим известным последователем Дмитрия Тверитинова был его двоюродный брат — брадобрей Фома Иванов. Примечательно, что Иванов — единственный из круга Тверитинова, не отказавшийся от своих воззрений, за что был сожжён в срубе на Красной площади в 1714 году. В кружок также входили Иван Максимов — сын приходского священника, студент; Никита Мартынов — «овощного ряду торговый человек»; Яков Иванов Кудрин — часовщик; Ларион Васильев — хлеботорговец. Тем не менее, есть основания предполагать, что число сторонников Тверитинова было намного больше. Так, горожанка Алена Ефимова свидетельствовала, что муж её, Максим Еремеев, называл Тверитинова и Иванова единомышленниками, «бранил крест», называл иконы «красными кафтанами», а учителем его якобы был торговец юхотного ряда Иван Алимов. Таким образом, есть основания полагать, что сведения, приведённые Магницким, относительно числа последователей Тверитинова, вполне могли оказаться правдивы; могла существовать сложная, разветвлённая система распространения и пропаганды учения.

## Учение Дмитрия Тверитинова
Учение Дмитрия Тверитинова весьма специфично. Так, с одной стороны, с большой долей вероятности на его воззрения оказало существенное влияние протестантское окружение во время учёбы в Немецкой слободе, а также во время Азовских походов. Однако вместе с тем Твертинов, пусть и высказывался о докторе Мартине Лютере одобрительно, сам себя и своё учение с Лютером не соотносил (по крайней мере свидетельств такового найдено не было). Кроме того, в «Записке» Леонтий Магницкий приводит слова некоторого шведского пастора о Тверитинове: «…лютерскому мудрствованию-де противен есть…» (этот факт впоследствии лёг в основу полемики против Тверитинова со стороны РПЦ). Вместе с тем в «Рожнце духовном» Пафнутий пишет, что Тверитинов «толкует писание на лютерскую сторону». Однако, проанализировав источники, мы можем предположить, что «лютерами» в русской традиции называли не конкретно последователей М. Лютера, лютеран, но протестантов и сторонников реформационных настроений в принципе (вероятно, из-за общих иконоборческих тенденций). Таким образом, становится понятно, что учение Тверитинова невозможно отнести ни к одному оформившемуся европейскому протестантскому течению. Отсюда необходимо рассмотреть и проанализировать воззрения Дм. Тверитинова как учение самостоятельное, а также в его контрасте как с православием, так и с европейским протестантизмом.

### Основания учения Тверитинова
Можно выделить три «направления» в учении Тверитинова:
1. критическое переосмысление роли Церкви
2. критическое переосмысление обрядности
3. критическое переосмысление религиозной традиции.

Приведём основные характерные черты и основания воззрений Тверитинова. Во-первых, следует упомянуть критику церковных преданий и опору Тверитинова исключительно на Писание. Леонтий Магницкий приводит слова Тверитинова: «…вы твёрдость свою полагаете на вселенские соборы, а есть люди разумные, которые свою веру и заповеди содержат от самого Христа Спасителя, их Евангелия и Апостола, и вам же своими соборами ничего будет говорить противо их правде». Среди теологической литературы Тверитинов признавал толкования Библии Иоанном Златоустом и Феофилактом Болгарским, а также имел копию Катехизиса д-ра Мартина Лютера.
Во-вторых, необходимо упомянуть отказ тверитиновцев от всяких внешних проявлений обрядности: «…дух есть Бог и духом клаятися подобает…». Кроме того, сам Тверитинов принимал таинства крещения и исповеди (однако, например, Ив. Максимов ставил под сомнение надобность крестить детей крещёных родителей).
Среди характерных черт учения Тверитинова — опора на доводы разума и чувства и резкость и экспрессивность полемических методов. Относительно позитивных идей Тверитинова сведений сохранилось мало. Относительно отношения Тверитинова к концепту Святой Троицы достоверных сведений не найдено.

### Критика догматического православия
Среди догматов православной Церкви критике со стороны Тверитинова подверглись прежде всего постулаты о Боге как освятителе и о Боге как судии. Так, Тверитинов выступал в духе первых реформаторов — Мартина Лютера и Жана Кальвина, утверждая, как приводит Магницкий, что «…я [Тверитинов] сам церковь…», и таким образом отвергал монашество и священство как лицемерие и «показную религиозность» (см. «Рожнец»: возражения 18—24).
Тверитинов критиковал догмат о божественном суде, прежде всего отказываясь от поминовения умерших, почитания Богородицы и святых, связывая культ святых и икон с языческим многобожием (см. «Тетрадь» — надписания: 1—10; «Рожнец»: возражения 5—17).

### Отличия от догматики европейского протестантизма
Существует два основных отличия учения Дм. Тверитинова от европейского протестантизма: отрицание таинства Евхаристии и непринятие доктрины спасения верой.
Относительно Евхаристии слова Тверитинова приводит Пафнутий в «Рожнеце»: «…В таинстве Евхаристии преподается хлеб и вино, а не тело и плоть Христова…»; «…видя огонь, не предполагаем в нем свойств воды, ни в воде свойств огня; точно так же нельзя предполагать в хлебе и вине свойств тела и крови…». Тверитинов также язвительно отмечает: «Многия ли части Христа преподаются в Евхаристии, или в каждой части Он один и тот же — цел и совершенен?». Кроме того, Тверитинов критиковал идею спасения одной лишь верой — то есть без «добрых дел».
Эмпиризм в рассуждения Тверитинова сближает его с т. н. «второй волной Реформации».

## Обзор историографии о Дмитрии Тверитинове и его кружке
Сюжет религиозного вольнодумства, ересей в России начала XVIII века уже долгое время привлекает внимание специалистов. В данном контексте тема «ереси» Дмитрия Тверитинова с первого взгляда может показаться наиболее разработанной. Однако это не совсем верно. Зачастую исследователи концентрировали свои силы на весьма узком круге проблем, нередко пытались «выискать» в настоящем сюжете то, чего там, по сути, быть не могло (чем, например, особенно часто «грешили» исследователи советские). Кроме того, на протяжении всего периода изучения темы в научных оборот вводились всё новые и новые источники, существенно смещая акценты.
Среди первых научных работ о деле Дм. Тверитинова — статья известного русского историка второй половины XIX века Ф. А. Терновского «Московские еретики в царствование Петра I». Считают, что именно эта работа пробудила интерес к религиозному вольнодумству XVIII века в научной среде. В статье Терновский даёт некоторые биографические сведения о Дм. Тверитинове и членах его кружка, описывает события дела против Тверитинова. Концептуально работу можно охарактеризовать как консервативно(православно)-охранительную. Существует статья «Рожнец духовный и Камень веры. Два полемические сочинения против еретиков в царствование Петра I», где Терновский вводит в оборот один из центральных источников по воззрениям Дм. Тверитинова — «Роженец Духовный» монаха Пафнутия — полемическое сочинение, составленное в форме дискурса, дающее широкое представление не только о воззрениях Дм. Тверитинова, но и его системе аргументации.
Центральное место в изучении дела Тверитинова до сих пор занимает работа Н. С. Тихонравова «Московские вольнодумцы начала XVIII века и Стефан Яворский». Тихонравов основывает своё исследование на глубоком анализе развернувшейся вокруг идей Дм. Тверитинова религиозной полемики, а также архивных материалах. Кроме того, Тихонравов вводит в научный оборот «Записку» Леонтия Магницкого о деле Тверитинова — важнейший источник по теме.
Вплоть до 1960-х годов по теме религиозного вольномыслия не выходит ни одной сколь-нибудь заметной работы. Однако, начиная с середины 60-х, выходят работы В. И. Корецкого, Т. Л. Мазуркевич, А. И. Клибанова, В. М. Ничик — все можно охарактеризовать как конъюнктурные. Исследователи делают акцент на связи воззрений Тверитинова с «коммунистическими идеями Квирина Кульмана», на материалистических мотивах в философии Тверитинова, оригинальности происхождения идей московского нонконформиста; Корецкий же и вовсе пишет: «…в учении Д. Е. Тверитинова мы наблюдаем процесс их [реформационных идей] затухания в городах, где религиозная оболочка как форма протеста уже изжила себя и ей на смену шла политическая идеология» — то есть фактически делает своеобразный «реверанс» советской идеологии, в ущерб науке «притягивая за уши» те или иные факты. Кроме того, для данных работ характерно несколько голословное утверждение об антитринитаризме Тверитинова.
Особое место в изучении настоящего сюжета занимают работы выдающегося современного историка Е. Б. Смилянской, посвящённые проблемам степени соответствия воззрений «еретиков» духовным запросам эпохи, влияние их идей на общество в целом. Смилянская утверждает, что выступления Тверитинова были не реформационными или протестантскими, не были направлены против церковного православия, но против «народной религиозности» и языческих анахронизмов в ней (например, культа святых-заступников и т. д.).
Особняком стоит концепция известного историка философии В. Милькова, изложенная им в статье «Религиозно-философская проблематика в еретичестве XVIII столетия». Учёный утверждает, что выступление Дмитрия Тверитинова было направлено не столько против Церкви или религиозности вообще, сколько против ортодоксальности в культурном и идейном мейнстриме эпохи. Форму «ереси» же данное проявление новой идейной культуры приобрело ввиду специфики русского общества начала XVIII века, где процесс обмирщения общества и секуляризации сознания только начинался.
Таким образом, объективное осмысление выступления Дмитрия Тверитинова в среде историков и философов, несмотря на практически полуторавековую историю изучения, началось достаточно поздно. В целом, до последней четверти XX столетия работы по настоящей теме были подвержены деструктивному влиянию той или иной идеологии (на первых порах — консервативной, позже — советской). В современной же историографии существует тенденция анализа феномена религиозного нонконформизма в России XVIII века в контексте общеевропейской Эпохи Просвещения.

## Обзор исторических источников
Корпус источников по сюжету учения Дмитрия Тверитинова нельзя назвать обширным. Его составляют: Тетради и Лист Дмитрия Тверитинова, полемические сочинения — «Рожнец духовный» монаха Пафнутия и «Камень веры» митрополита Стефана Яворского, материалы изветов, а также некоторые моменты «Записки» Леонтия Магницкого.
Тетради Тверитинова с рецензиями митрополита Стефана и духовного начальства, а также так называемый Лист Тверитинова — единственные «первоисточники» (то есть написанные самим Тверитиновым) по настоящему сюжету. Данный источник был опубликован Ф. А. Терновским, как приложение к статье «Московские еретики в царствование Петра I» в 1863 году. «Тетради» представляют собой перечень из 30 надписаний, состоящий из ссылок на Священное Писание (Ветхий и Новый Заветы) и небольшого, зачастую весьма абстрактного комментария Дмитрия Тверитинова к нему. Каждое надписание сопровождается замечаниями митрополита Стефана (сделаны на латинском языке), а также рецензиями духовного начальства. Для комментариев церковников зачастую характерна некоторая притянутость: так, Стефан Яворский помечает некоторые надписания как «косвенные» выступления; духовное начальство, в попытках обоснования православных догматов и опровержения тверитиновской «ереси», часто апеллирует к иноземной («…иноземцы же с нам спребывающии в святых содержании…»), в том числе и протестантской традиции.
Другую важнейшую группу источников по делу Тверитинова представляет религиозно-полемическая литература, к коей относятся «Рожнец духовный» монаха Пафнутия и «Камень веры» Ст. Яворского. Авторство «Рожнца духовного» часто приписывают монаху Переяславль-Залесского Никалаевского монастыря Пафнутию (в миру Пётр Алексеевич Олисов) шурину Дмитрия Тверитинова, атрибутируя его прежде всего по сведениям из «Записки» Леонтия Магницкого: «…в коликих и в аких вещех он Димитрй на св. Церковь воюет,— о тех всех явно есть в книжице, глаголемой Рожнец духовный, юже противо его еритичества собра шурин его монах Пафнутий, иже и соблажнен бяше его Д. учением и исправлься на него за св. Церковь возста и имеет его за главнаго не меньше Ариа еретика». Тем не менее нельзя атрибутировать «Рожнец» однозначно: сам Пафнутий на допросе в авторстве «Рожнца» не признаётся, что даёт основания сомневаться в правдивости утверждений Магницкого. Кроме того, долгое время «Рожнец» считался утраченным, пока неожиданно не «всплыл» единственный уцелевший экземпляр в библиотеки можайского епископа Саввы и не был издан Ф. А. Терновским, причём последний пишет, что «мы считаем нужным изложить его [„Рожнец духовный“] современным языком в сжатом виде, опуская доводы не особенно значительные и заменяя тексты [из Писания] цитатами», так как «слог Рожнца не отличается правильностью и чистотою». «Рожнец» составлен в форме дискурса из 46 возражений Тверитинова против православия и 46 опровержений автора (Пафнутия ли?). Автор использует аналогичную Тверитинову модель аргументации: опирается на св. Писание и логику, «соображения разума» (что, к слову, в некоторой степени сближает его с европейской позднесхоластической традицией), что придаёт данному источнику исключительную ценность и информативность, так как даёт некоторое представление о полемике Тверитинова с церковниками.
Второе полемическое сочинение против «еритиков в царствование Петра I» было написано митрополитом Стефаном Яворским и носило название «Камень веры: православным церкве святые сыном на утверждение и духовное созидание. Претыкающымся же о камень претыкания соблазна на востание и исправление». Однако «Камень веры» был не столько анти-тверитиновским, сколько был направлен против протестантства, да и европейского реформационного движения вообще. «Камень веры» ставит своей задачей прежде всего утверждение православного догмата, и только потом опровержение относительно них идей протестантизма. Таким образом, «Камень веры» является малоинформативным источником и сведений о воззрениях конкретно Дмитрия Тверитинова практически не даёт.
Материалы изветов (доносов) являются весьма специфичным источником. Так, в них описывается именно те моменты учения Дм. Тверитинова, кои наиболее прочих поразили изветчиков. Здесь сведения из изветов приводятся по Е. Б. Смилянской.
В «Записке по делу Тверитинова» Л. Магницкого — известнейшего человека, одного из первых русских «учёных» — содержатся ценные сведения о возможном источнике происхождения идей Тверитинова, а также сведения о воззрения Тверитинова и полемике вокруг них (в данном отношении «Записка» — ценный источник, так как Магницкий являлся непосредственным участником многих диспутов, организованных тверитиновцами, да и вообще — одним из центральных участников событий). Тем не менее существуют основания сомневаться в абсолютной достоверности сведений «Записки», так как многие сведения из неё противоречивы.

## В культуре
Наряду с художниками А. Зябловым и Н. Бучумовым он стал персонажем цикла арт-мистификаций дуэта Комара и Меламида.
Также существует исторический роман Г. Альтшуллера «Дело Тверитинова».